# Вневписанная окружность
Вневпи́санная окружность треугольника — окружность, касающаяся одной из сторон треугольника и продолжений двух других его сторон. У любого треугольника существует три вневписанных окружности (в отличие от единственной вписанной).
Существование и единственность вневписанной окружности обусловлены тем, что биссектрисы двух внешних углов треугольника и биссектриса внутреннего угла, не смежного с этими двумя, пересекаются в одной точке, которая и является центром такой окружности.

## Свойства
Здесь используются обозначения: {\displaystyle r_{a},r_{b},r_{c}} — радиусы вневписанных окружностей с центрами {\displaystyle J_{A},J_{B},J_{C}}, касающиеся соответственно сторон {\displaystyle a,b,c} треугольника; {\displaystyle p} — полупериметр треугольника; {\displaystyle r} — радиус вписанной окружности; {\displaystyle R} — радиус описанной окружности.
- Длина отрезка касательной, проведенной к вневписанной окружности из противоположной вершины, равна полупериметру треугольника.
- Площадь треугольника {\displaystyle S=r_{a}(p-a)=r_{b}(p-b)=r_{c}(p-c)={\frac {r_{a}r_{b}r_{c}}{p}}={\sqrt {rr_{a}r_{b}r_{c}}},} последнее равенство по формуле Герона.[1]
- {\displaystyle {\frac {1}{r}}={\frac {1}{r_{a}}}+{\frac {1}{r_{b}}}+{\frac {1}{r_{c}}}}
- {\displaystyle 4R=r_{a}+r_{b}+r_{c}-r}
- Исходный треугольник является ортотреугольником для треугольника {\displaystyle \Delta I_{1}I_{2}I_{3}}
- Барицентрические координаты {\displaystyle J_{A}=(-a,b,c)}
- Теорема Эйлера для вневписанных окружностей: {\displaystyle OI_{i}^{2}=R^{2}+2Rr_{i}}, где O — центр описанной окружности.
- {\displaystyle r_{a}r_{b}=p(p-c);rr_{a}=(p-b)(p-c)}
- Радикальный центр вневписанных окружностей — центр Шпикера (центр вписанной окружности срединного треугольника).
- Центры вписанной и вневписанных окружностей — неподвижные точки изогонального сопряжения.
- Центр окружности, проходящей через центры вневписанных окружностей — точка Бевэна.
- Три центра трех вневписанных окружностей данного треугольника образуют треугольник трёх внешних биссектрис.
- Три перпендикуляра к сторонам треугольника, проведенные в точках их пересечения с тремя вневписанными окружностями, пересекаются в одной точке (следствие Теорем о вершинах подерного треугольника[2]).
- На прямой, проходящей через точки касания двух вневписанных окружностей треугольника с его сторонами, эти вневписанные окружности отсекают равные отрезки.
- Последнее можно сформулировать так. Если 2 вневписанные окружности треугольника касаются 2 его разных сторон и 2 их продолжений в 4 точках касания, то образуемый 4 последними точками, как вершинами, четырехугольник есть равнобокая трапеция, у которой равны 2 боковые стороны, а также равны две диагонали (касательные к 2 окружностям).

## Замечание
- В англоязычной литературе 4 центра 4 окружностей: 1 вписанной и 3  вневписанных окружностей с центрами соответственно {\displaystyle I,J_{A},J_{B},J_{C}}, касающиеся соответственно 3 разных сторон {\displaystyle a,b,c} треугольника или их продолжений, - называют 4 трехкасательными центрами треугольника (the tritangent centers) [3]. О 4 трехкасательных центрах треугольника существует множество теорем:
- 4 трехкасательных центра треугольника образуют ортоцентрическую систему точек.
- 4 трехкасательных центра треугольника лежат на внутренних биссектрисах треугольника или на их продолжениях. При этом 2 трехкасательных центра делят гармонически ту биссектрису, на которой они расположены и на ее продолжении.[4]. То есть гармоническую четвёрку образуют 4 точки: {\displaystyle A,I,A',J_{A}}, где {\displaystyle A'} - основание внутренней  биссектрисы, проведенной из вершины угла  {\displaystyle A} треугольника {\displaystyle ABC}.
- Точка Фейербаха для данной вписанной или вневписанной окружности (трехкасательная окружность - по-английски "a tritangent circle ")  является точкой пересечения 2 прямых Симсона, построенных для концов диаметра описанной онружности, проходящего через соответствующий центр вписанной или вневписанной окружности. Таким образом, точки Фейербаха могут быть построена без использования соответствующей вписанной или вневписанной окружности и касающейся ее окружности Эйлера[5].

## Построение вневписанной окружности треугольника
Чтобы построить вневписанную окружность треугольника нужно:
1. Построить внешние углы для углов треугольника
2. Провести биссектрисы построенных внешних углов до точки их пересечения. Точка пересечения биссектрис будет центром вневписанной окружности.
3. Построить радиус окружности. Для этого провести перпендикуляр из точки пересечения биссектрис на продолжения одной из сторон.
4. Провести окружность с центром в точке пересечения биссектрис и радиусом, равным длине построенного перпендикуляра.

## Вневписанная окружностьчетырехугольника

### Внеописанный четырёхугольник
- Внеописанный четырёхугольник — это выпуклый четырёхугольник, продолжения всех четырёх сторон которого являются касательными к окружности (вне четырёхугольника)[7]. Окружность называется вневписанной. Центр вневписанной окружности лежит на пересечении шести биссектрис.
- Замечание. Вписанную, описанную, а также вневписанную окружности можно провести не у всякого четырёхугольника. Если противоположные стороны выпуклого четырёхугольника ABCD пересекаются в точках E и F, то условием его внеописанности является любое из двух условий ниже:

{\displaystyle AB+BC=AD+DC\quad \Leftrightarrow \quad AE+EC=AF+FC.}